# عبد الله عبد القادر أخون
عبد الله عبد القادر أخون هو من المعتقلين الأويغور، اعتقل لأكثر من سبع سنوات في معتقل غوانتانامو الأمريكي في كوبا. ولد في 18 يونيو 1979 في سنجان في الصين، الرقم المسلسل الخاص به 285.
هو واحد من 22 معتقل أويغوري في غوانتانامو بدون توجيه أي تهم لهم. بعد المثول أمام المحكمة في عام 2008، أعلن القاضي ريكاردو أوربينا عدم مشروعية احتجازه، وأمر بإطلاق سراحه في الولايات المتحدة،  تم إرساله إلى برمودا في يونيو 2009 إلى جانب ثلاثة آخرين من الأويغور هم: خليل ماموت، وحذيفة بارهات، وإمام عبد الله في 11 يونيو 2009.

## وصلات خارجية
- من غوانتانامو إلى الولايات المتحدة: قصة المسجونين الأويغوريين  ظلمًا، أندي ورثينجتون 9 أكتوبر 2008
- القاضي ريكاردو أوربينا (نسخة منقحة)